# Diogo Antunes de Oliveira
Diogo Antunes de Oliveira, detto Diogo (Arapongas, 20 ottobre 1986), è un ex calciatore brasiliano, di ruolo centrocampista.

## Caratteristiche tecniche
Gioca come centrocampista difensivo.

## Carriera

### Club
Debuttò nel Junior Team (squadra giovanile) del Londrina. Nel 2006, Diogo fu ceduto in prestito al Figueirense, con il quale giocò fino al Campeonato Brasileiro Série A 2008. Visto che il club catarinense fu retrocesso Diogo se ne andò dal club e si accordò con il Grêmio per due milioni di reais.
Ha debuttato per il Grêmio il 24 gennaio 2008 contro l'Esportivo, all'Estádio Olímpico Monumental entrando al posto di Rafael Marques nel secondo tempo..

## Palmarès

### Competizioni statali
- Campionato Catarinense: 2

Figueirense: 2006, 2008
- Campionato Carioca: 1

Fluminense: 2012

### Competizioni nazionali
- Campionato brasiliano: 1

Fluminense: 2010